# Sky Scrappers
Sky Scrappers è un film del 1928 diretto da Walt Disney. È un cortometraggio animato, il 21° con protagonista Oswald il coniglio fortunato. Fu distribuito dalla Universal Pictures il 23 settembre 1928.

## Trama
Oswald è operaio nel cantiere edile di un grattacielo. Arriva l'ora della pausa pranzo e il coniglio compra il cibo dalla sua fidanzata Ortensia. Subito dopo, però, Gambadilegno usa una gru per rapire Ortensia. Oswald corre a salvarla e, dopo una furiosa lotta su una trave sospesa, riesce a sconfiggere il rivale e a salvare la sua amata.

## Edizioni home video

### DVD
Il cortometraggio è incluso nel DVD Walt Disney Treasures: Le avventure di Oswald il coniglio fortunato. Per l'occasione al film è stata assegnata una nuova colonna sonora scritta da Robert Israel.